# Yunnanilus brevis
Yunnanilus brevis és una espècie de peix de la família dels balitòrids i de l'ordre dels cipriniformes.

## Morfologia
- Els mascles poden assolir els 5,1 cm de longitud total.
- 12 radis tous a l'aleta dorsal i 8 a l'anal.
- Línia lateral curta i amb 12 porus.
- 16-17 radis ramificats a l'aleta caudal.[3][4][5]

## Hàbitat i distribució geogràfica
És un peix d'aigua dolça, demersal i de clima tropical (22 °C - 24 °C), el qual es troba a Myanmar (el llac Inle i el sud de l'Estat Shan) i a la conca del riu Salween.

## Amenaces
Les seues principals amenaces són l'eutrofització del llac Inle i l'increment del turisme i de l'agricultura a la zona.